# Arrondissement de Séssène
L'arrondissement de Séssène est l'un des arrondissements du Sénégal. Il est situé dans le département de M'bour et la région de Thiès.
Il compte trois communautés rurales :
- Communauté rurale de Séssène
- Communauté rurale de Sandiara
- Communauté rurale de Nguéniène

Son chef-lieu est Séssène.